# Flèche wallonne 1943
La 7e édition de la Flèche wallonne a lieu le 23 mai 1943, sur une distance de 208 kilomètres.
La victoire revient au Belge Marcel Kint.

## Classement final
| #  | Coureur           | Équipe             |    | Temps           |
| -- | ----------------- | ------------------ | -- | --------------- |
| 1  | Marcel Kint       | Mercier-Hutchinson | en | 5 h 40 min 00 s |
| 2  | Georges Claes     | Helyett            | +  | 10 s            |
| 3  | Désiré Keteleer   | Helyett            |    | 10 s            |
| 4  | Armand Putzeyse   | Metropole-Dunlop   |    | 10 s            |
| 5  | Ernest Sterckx    | -                  |    | 10 s            |
| 6  | Jacques Geus      | Helyett            |    | 10 s            |
| 7  | Jérôme Dufromont  | -                  |    | 10 s            |
| 8  | Jules Lowie       | Mercier-Hutchinson |    | 10 s            |
| 9  | Omer Thys         | -                  |    | 10 s            |
| 10 | Joseph Moerenhout | Dilecta-Wolber     |    | 10 s            |